# Hinako Saeki
Hinako Saeki (佐伯 日菜子?, Saeki Hinako; Nara, 16 febbraio 1977) è un'attrice e modella giapponese.

## Biografia
Si è sposata con il calciatore Daisuke Oku, che nel giugno 2013 denuncerà e farà arrestare dalla polizia di Kanagawa per presunte minacce di morte ricevute dal consorte.

## Carriera
Debuttò nel 1994, con la commedia It's a Summer Vacation Everyday, che le valse nel 1995 il Japanese Academy Award come miglior attrice debuttante e nel 1996 il premio come miglior nuovo talento al Yokohama Film Festival.
Nel 1997 interpretò il ruolo della protagonista Misa Kuroi nella serie televisiva Eko Eko Azarak: The Series, ruolo ripreso nel terzo film della serie Eko Eko Azarak, intitolato Eko Eko Azarak III: Misa the Dark Angel. L'anno successivo interpretò il ruolo di Sadako Yamamura nel J-Horror The Spiral, sequel di Ring. Nel 2000 interpretò il ruolo di Kyoko Sekino in Uzumaki, tratto dall'omonimo manga di Junji Itō.
Successivamente apparve in altri film, come Stacy, Godzilla, Mothra and King Ghidorah: Giant Monsters All-Out Attack e Elite Yankee Saburo, venendo diretta da registi quali Naoyuki Tomomatsu e Yūdai Yamaguchi. È apparsa inoltre in alcuni spot pubblicitari per la Sony, la Honda, la Shiseido, la Toyota e la Coca-Cola.
In veste di modella è apparsa sulla rivista Olive ed è rappresentata dall'agenzia di moda Vivienne.

## Filmografia
- It's a Summer Vacation Everyday (Mainichi ga natsuyasumi) di Shūsuke Kaneko (1994)
- Shizukana seikatsu di Jūzō Itami (1995)
- Garasu no kamen (serie TV) (1997)
- The Messiah from the Future (Nerawareta gakuen) di Atsushi Shimizu (1997)
- Eko Eko Azarak: The Series (serie TV) (1997)
- Hakusen nagashi 19 no haru (film TV) di Hitoshi Iwamoto (1997)
- Shin on-yado Kawasemi (serie TV, 1 episodio) (1997)
- Eko Eko Azarak III: Misa the Dark Angel (Eko eko azaraku III) di Katsuhito Ueno (1998)
- We Are Not Alone (Mō, hitori ja nai) (1998)
- The Spiral (Rasen) di Joji Iida (1998)
- Uzumaki di Higuchinsky (2000)
- Ngo wo geun see yau gor yue wui II (serie TV) (2000)
- Sentimental City Marathon di Kaoru Shindo (2000)
- Ningen no kuzu di Takehiko Nakajima (2001)
- Gips (Gipusu) di Akihiko Shiota (2001)
- Stacy di Naoyuki Tomomatsu (2001)
- Godzilla, Mothra and King Ghidorah: Giant Monsters All-Out Attack (Gojira, Mosura, Kingu Gidorā: Daikaijū sōkōgeki) di Shusuke Kaneko (2001)
- The Women of Fast Food (Shin onna tachiguishi retsuden) (2007)
- Elite Yankee Saburo (Gekijō-ban: Erīto Yankī Saburō) di Yūdai Yamaguchi (2009)